# 3-甲基-3-丁烯-1-醇
3-甲基-3-丁烯-1-醇是一种有机化合物，化学式为C5H10O。它在工业上可由异丁烯和甲醛在200~300 °C、250 bar下反应得到：